# National League (Inghilterra)
La National League è la lega calcistica semiprofessionistica inglese posta ai vertici del cosiddetto sistema "non-league" (cioè al di sotto della Football League).

## La lega
La lega si pone al di sotto della English Football League e al di sopra delle tre leghe interregionali, la Northern Premier League, la Southern Football League e la Isthmian Football League.
I campionati sono tre suddivisi su due livelli: la omonima National League al vertice (la quinta serie), e sia la National League North che la National League South alla base (entrambe rappresentanti la sesta serie).
Le squadre che compongono la lega sono 72 dal 2022, in modo da emulare la EFL.

## Storia
La lega è nata come un unico campionato di quinta serie nel 1979, quando fu formata da squadre della Northern Premier League e della Southern League sotto il nome di Big Black Premier League. Dal 1984 il nome è associato a quello di uno sponsor e dal 1986 è cambiato in Football Conference. Fino a quell'anno la squadra che vince il campionato di Conference non era direttamente promossa alla serie inferiore della Football League, ma doveva superare una votazione da parte dei membri della Football League per accedere a questa in luogo alla peggior classificata della Fourth Division. Nessuna squadra della Alliance Premier League è riuscita a conquistare la promozione.
Solo dal 1987 una promozione è diventata automatica e la prima squadra a conquistarla è stato lo Scarborough; l'unica squadra che ha conquistato la promozione due volte sono i Kidderminster Harriers nel 1994 e nel 2000. Dalla stagione 2002-2003 le promozioni alla Football League sono aumentate da una a due.
La Football Conference ha poi assunto la struttura attuale su due livelli con due divisioni al secondo livello nel 2004. Nel 2015 assume il nome attuale.